# Estevan Bruins
Die Estevan Bruins waren eine kanadische Eishockeymannschaft aus Estevan, Saskatchewan. Das Team spielte von 1966 bis 1971 in einer der drei höchsten kanadischen Junioren-Eishockeyligen, der Western Hockey League (WHL).

## Geschichte
Die Estevan Bruins wurden 1966 als Franchise der Western Hockey League gegründet. Nachdem sie in ihrem Premierenjahr bereits das Playoff-Halbfinale erreicht hatten, gewannen die Bruins in der Saison 1967/68 zum ersten und einzigen Mal den President’s Cup. Im Finale setzten sie sich in der Best-of-Seven-Serie mit vier Siegen bei einem Unentschieden gegen die Flin Flon Bombers durch. Als WHL-Meister war Estevan zur Teilnahme am Finalturnier um den Memorial Cup berechtigt, in dessen Finale man den Niagara Falls Flyers aus der Ontario Hockey Association mit 1:4 Siegen unterlag. Nach einem weiteren Halbfinalaus, sowie dem zweifachen Erreichen des Playoff-Viertelfinales wurde das Franchise 1971 nach New Westminster, British Columbia, um, wo es anschließend unter dem Namen New Westminster Bruins am Spielbetrieb der WHL teilnahm. 
Die Lücke, die die Umsiedlung der Bruins in Estevan hinterließ, wurden von einem Team gefüllt, dass sich ebenfalls Estevan Bruins nannte und welches seit 1972 in der Saskatchewan Junior Hockey League spielt.

## Saisonstatistik
Abkürzungen: GP = Spiele, W = Siege, L = Niederlagen, T = Unentschieden, OTL = Niederlagen nach Overtime SOL = Niederlagen nach Shootout, Pts = Punkte, GF = Erzielte Tore, GA = Gegentore, PIM = Strafminuten
| Saison  | GP | W  | L  | T | OTL | SOL | Pts | GF  | GA  | Platz    | Playoffs                    |
| 1966–67 | 56 | 33 | 18 | 5 | —   | —   | 71  | 271 | 197 | 2., WHL  | Niederlage im Halbfinale    |
| 1967–68 | 60 | 45 | 13 | 2 | —   | —   | 92  | 282 | 169 | 2., WHL  | Ed Chynoweth Cup            |
| 1968–69 | 60 | 40 | 20 | 0 | —   | —   | 80  | 294 | 195 | 2., East | Niederlage im Halbfinale    |
| 1969–70 | 60 | 28 | 31 | 1 | —   | —   | 57  | 237 | 255 | 2., East | Niederlage im Viertelfinale |
| 1970–71 | 66 | 41 | 20 | 5 | —   | —   | 87  | 283 | 201 | 1., East | Niederlage im Viertelfinale |

## Team-Rekorde

### Karriererekorde
Spiele: 66  Lorne Henning
Tore: 64  Lorne Henning
Assists: 66  Lorne Henning
Punkte: 130   Lorne Henning
Strafminuten: 261  Glen Irwin